# 放射性トレーサー
放射性トレーサー（ほうしゃせいトレーサー、英: radioactive tracer, radiotracer）は、放射性標識（ほうしゃせいひょうしき、英: radioactive label）とも呼ばれ、1つまたは複数の原子が放射性核種に置き換えられた化学物質である。その放射性崩壊を利用して、反応物から生成物に至る経路を追跡することにより、化学反応の機構を調査するために使用することができる。放射性標識（英: radiolabeling）や放射性追跡（英: radiotracing）という手法は、同位体標識法（英: isotopic labeling）の放射性形態である。生物学的な分野では、放射性同位体トレーサーの使用は、放射性同位元素投与実験（英: radioisotope feeding experiments）と呼ばれることもある。
水素、炭素、リン、硫黄、ヨウ素の放射性同位体は、生化学反応の経路を追跡するために広く使用されてきた。放射性トレーサーは、細胞や組織など自然系内での物質の分布を追跡したり、流体の流れを追跡するフロートレーサーとしても使用されることがある。また、天然ガス生産における水圧破砕法によって生じた亀裂の位置を特定するために、放射性トレーサーが使用されている。放射性トレーサーは、PETスキャン、SPECTスキャン、テクネチウムスキャンなど、さまざまな画像診断システムの基礎をなしている。放射性炭素年代測定は、天然に存在する炭素14を同位体標識として使用している。

## 方法論
化学元素の同位体は、質量数のみが異なる。たとえば、水素の同位体は1H、2H、3Hと表記することができ、質量数は元素記号の左側に上付き文字で表示される。同位体の原子核が不安定な場合、その同位体を含む化合物は放射性物質となる。たとえば、後述するトリチウムは放射性同位体元素の一つである。
放射性トレーサーの背景にある使用原理は、化合物中のある原子が、同じ化学元素の別の原子に置き換わることである。ただし、置換される原子は放射性同位体である。この過程は、しばしば放射性標識（英: radioactive labeling）と呼ばれる。この技術の能力は、放射性崩壊が化学反応よりもはるかにエネルギーが高いことにある。したがって、放射性同位体は低濃度で存在することができ、その存在はガイガーカウンターやシンチレーションカウンターなどの高感度放射線検出器によって検出することができる。ゲオルク・ド・ヘヴェシーは、「化学反応研究におけるトレーサーとしての同位体の応用研究」の功績によって、1943年にノーベル化学賞を受賞した。
放射性トレーサーは、主に次の2つの方法で利用される。
1. 標識された化学物質が化学反応を起こすと、一つまたは複数の生成物に放射性標識が含まれる。この放射性同位体に何が起こったかを分析することで、化学反応の機構を詳しく知ることができる。
2. 放射性化合物を生体に投与し、化合物やその反応生成物が生体内にどのように分布しているかを示す画像を作成する手段となる。

## 製造
一般的に使用される放射性同位体は半減期が短いため、自然界に大量に存在することはない。これらは原子核反応によって生成する。最も重要な過程の一つは、原子核による中性子の吸収で、中性子を1つ吸収するごとに当該元素の質量数が1つ加する。たとえば、
13C + n → 14C
この場合、原子質量は増加するが、元素は変化しない。また、生成核が不安定で崩壊し、陽子、電子（ベータ粒子）またはアルファ粒子を放出する場合もある。原子核が1つ陽子を失うと、原子番号が1つ減る。たとえば、
32S + n → 32P + p
中性子照射は原子炉内で行われる。放射性同位体の合成に使われるもう一つの主な方法は、プロトン衝撃（英: proton bombardment）である。陽子はサイクロトロンや線形加速器で高エネルギーに加速される。

## トレーサー用同位体

### 水素
トリチウム（水素3）は、6Liの中性子照射によって生成する。
6Li + n → 4He + 3H
トリチウムの半減期は4500±8日（約12.32年）で、ベータ崩壊により崩壊する。生成される電子の平均エネルギーは5.7 keVである。放出される電子のエネルギーは比較的低いため、シンチレーションカウンティングによる検出効率はかなり低くなる。しかし、水素原子はすべての有機化合物に含まれているため、トリチウムは生化学的研究のトレーサーとしてよく使用される。

### 炭素
11Cは陽電子放出によって崩壊し、半減期は約20分である。11Cは、陽電子放射断層撮影法（PETスキャン）でよく使用される同位体の一つである。
14Cはベータ崩壊によって崩壊し、半減期は5730年である。これは地球の上層大気中で継続的に生成されるため、環境中に微量に存在する。しかし、トレーサー研究に自然界に存在する14Cを使用することは現実的ではない。そこで、14Cは炭素中に1.1%程度含まれる13C同位体を中性子照射して作られる。14Cは、代謝経路を通る有機分子を追跡するために広く使われている。

### 窒素
13Nは、陽電子放出によって崩壊し、半減期は9.97分である。これは核反応により作られる。
1H + 16O → 13N + 4He
13Nは、陽電子放射断層撮影法（PETスキャン）で使用される。

### 酸素
15Oは、陽電子放出によって崩壊し、半減期は122秒である。陽電子放射断層撮影法（PETスキャン）に使用される。

### フッ素
18Fは主にベータ線放出によって崩壊し、半減期は109.8分である。これは、サイクロトロンや線形粒子加速器で、18Oをプロトン衝撃して作られる。放射性医薬品産業で重要な同位体である。たとえば、PETスキャンに使用する標識のフルオロデオキシグルコース（FDG）を製造するのに使用される。

### リン
32Pは、32Sに中性子衝撃して作られる。
32S + n → 32P + p
ベータ崩壊によって崩壊し、半減期は14.29日である。生化学の分野で、キナーゼによるタンパク質のリン酸化を研究するためによく使われる。
33Pは、31Pの中性子衝撃によって比較的低い収率で作られる。これも半減期が25.4日のベータ放出体である。33Pは、32Pより高価だが、放出される電子のエネルギーが低いため、DNAシークエンシング（DNA塩基配列決定）でより高い分解能が得られる。
どちらの同位体も、ヌクレオチドやリン酸基を含む化学種の標識に有用である。

### 硫黄
35Sは、35Clを中性子衝撃して作られる。
35Cl + n → 35S + p
ベータ崩壊によって崩壊し、半減期は87.51日である。これは含硫アミノ酸であるメチオニンやシステインを標識するのに使われる。ヌクレオチド上のリン酸基の酸素原子が硫黄原子に置き換わるとチオリン酸が生成されるので、35Sはリン酸基の追跡にも使用される。

### テクネチウム
99mTcは、非常に用途の広い放射性同位体で、医療現場で最もよく使用される放射性同位体トレーサーである。99Moの崩壊により、テクネチウム99m発生装置で容易に製造することができる。
99Mo → 99mTc + e- + Ve
モリブデン同位体の半減期は約66時間（2.75日）なので、発生装置の耐用期間は約2週間である。市販の99mTc発生装置の多くは、モリブデン酸塩（MoO42−）の形態の99Moを酸性アルミナ（Al2O3）に吸着させるカラムクロマトグラフィーを使用している。99Moは崩壊すると過テクネチウム酸TcO4−となり、これは一価のためアルミナとの結合が弱くなる。通常の生理食塩水を99Mo固定化カラムに通すと、可溶性の99mTcが溶出し、過テクネチウム酸塩の溶解ナトリウム塩として99mTcを含む生理食塩水が得られる。この過テクネチウム酸塩を、Sn2+などの還元剤と配位子で処理する。さまざまな配位子が、人体の特定の部位に親和性を持つような、テクネチウムとの配位化合物を形成する。
99mTcはガンマ放射によって崩壊し、半減期は6.01時間である。半減期が短いため、放射性同位体の体内濃度は数日で事実上ゼロになる。

### ヨウ素
123Iは、124Xe.の陽子線照射によって生成する。生成されたセシウム同位体は不安定であり、123Iに崩壊する。この同位体は通常、希薄な水酸化ナトリウム溶液中のヨウ化物および次亜ヨウ素酸塩として、高い同位体純度で供給される。かつてはオークリッジ国立研究所で、123Teの陽子衝撃によって123Iが生成されていたこともある。
123Iは電子捕獲によって崩壊し、半減期は13.22時間である。放出された159 keVのガンマ線は、単一光子放射型コンピュータ断層撮影法 （SPECTスキャン）に使用される。また、127 keVのガンマ線も放出される。
125Iは半減期が比較的長く（59 日）、ガンマカウンターで高感度に検出できるため、ラジオイムノアッセイ（放射免疫測定）でよく使用される。
129Iは、大気圏内の核兵器実験の結果、環境中に存在している。また、チェルノブイリや福島での事故でも生成されている。129Iは、1570万年の半減期で、低エネルギーのベータ線とガンマ線を放出しながら崩壊する。人間を含む生体内での存在は、ガンマ線を測定することで特徴付けることができるが、トレーサーとしては使用されていない。

### その他の同位体
その他にも、多くの同位体が、専門的な放射性薬理学的研究で使用されてきた。最も広く使用されているのは、ガリウムスキャン用の67Gaである。67Gaが使用される理由は、99mTcと同様にガンマ線放出体であり、Ga3+イオンにさまざまな配位子を結合させて、人体の特定の部位に対して選択的な親和性を持つ配位化合物を形成することができるためである。
水圧破砕で使用される放射性トレーサーの広範なリストについては、以下を参照のこと。

## 応用例

### 生物学
代謝研究においては、グルコースクランプ法でトリチウムや14C標識グルコースが一般的に使用され、グルコースの取り込み、脂肪酸の合成、その他の代謝過程の速度が測定される。放射性トレーサーはヒトの研究でまだ使用されることがあるが、現在のヒトのクランプ研究では、13Cなどの安定核種トレーサーがより一般的に用われている。放射性トレーサーは、ヒトや実験動物のリポタンパク質代謝の研究にも使用されている。

### 医学
医学の分野では、99mTcを用いたオートラジオグラフィーや、単一光子放射断層撮影（SPECTスキャン）、陽電子放射断層撮影（PETスキャン）、シンチグラフィなど多くの核医学 (en:英語版) の検査でトレーサーが使用されている。ヘリコバクター・ピロリの尿素呼気試験では、ピロリ菌の感染を検出するために、14C標識尿素の投与が一般的で行われる。標識尿素が胃の中でピロリ菌によって代謝されると、患者の呼気中に標識二酸化炭素が含まれることになる。近年は、非放射性同位体である13Cを高めた物質を使用することで、患者の放射能被曝を回避する方法が好まれている。

### 工学
水圧破砕法では、放射性トレーサー同位体を水圧破砕流体とともに注入し、注入プロファイルと形成された亀裂の位置を決定する。水圧破砕の各段階では、半減期の異なるトレーサーが使用される。米国では、放射性核種の注入量は、米国原子力規制委員会（NRC）のガイドラインに記載されている。NRCによると、最も一般的に使用されるトレーサーは、アンチモン124、臭素82、ヨウ素125、ヨウ素131、イリジウム192、スカンジウム46である。国際原子力機関（IAEA）の2003年の出版物によると、上記のほとんどのトレーサーが頻繁に使用されていることを確認し、マンガン56、ナトリウム24、テクネチウム99m、銀110m、アルゴン41、キセノン133も識別と測定が容易なため広範囲に使用されていると述べている。